# Lake City (Tennessee)
Lake City és una població dels Estats Units a l'estat de Tennessee. Segons el cens del 2000 tenia 1.888 habitants.

## Demografia
Segons el cens del 2000, Lake City tenia 1.888 habitants, 815 habitatges, i 485 famílies. La densitat de població era de 458,5 habitants/km².
Dels 815 habitatges en un 27,9% hi vivien nens de menys de 18 anys, en un 38,7% hi vivien parelles casades, en un 16,9% dones solteres, i en un 40,4% no eren unitats familiars. En el 37,3% dels habitatges hi vivien persones soles el 19,5% de les quals corresponia a persones de 65 anys o més que vivien soles. El nombre mitjà de persones vivint en cada habitatge era de 2,17 i el nombre mitjà de persones que vivien en cada família era de 2,84.
Per edats la població es repartia de la següent manera: un 21,9% tenia menys de 18 anys, un 5,9% entre 18 i 24, un 24,8% entre 25 i 44, un 23,8% de 45 a 60 i un 23,5% 65 anys o més.
L'edat mediana era de 43 anys. Per cada 100 dones de 18 o més anys hi havia 71,3 homes.
La renda mediana per habitatge era de 14.844 $ i la renda mediana per família de 21.895 $. Els homes tenien una renda mediana de 25.469 $ mentre que les dones 17.115 $. La renda per capita de la població era de 10.615 $. Entorn del 31,8% de les famílies i el 32% de la població estaven per davall del llindar de pobresa.

## Poblacions més properes
El següent diagrama mostra les poblacions més properes.